# Agustina (Buenos Aires)
Agustina es una localidad del norte de la provincia de Buenos Aires situada en el partido de Junín, Argentina.

## Población
Cuenta con 155 habitantes (Indec, 2010), lo que representa una disminución del 58% frente a los 376 habitantes (Indec, 2001) del censo anterior.
| Gráfica de evolución demográfica de Agustina entre 1991 y 2010 |
|                                                                |
| Fuente: Censos nacionales del INDEC                            |

## Historia
La compañía del Ferrocarril Buenos Aires al Pacífico, solicita en 1901 la autorización al Poder Ejecutivo Nacional, para la construcción de un ramal de Saforcada a Colonia Santa Isabel. Por decreto del 8 de mayo de 1901, se aprobó el proyecto.
En el Cuartel IX del Partido de Junín, y luego de sucesivas ventas de fracciones de tierra, estas fueron adquiridas por distintos propietarios. Uno de ellos fue la señora Agustina Paz de Costa, que con posterioridad, donó los terrenos para la estación del ferrocarril, ubicada en el kilómetro trece del ramal Saforcada a Colonia Santa Isabel. Como reconocimiento a este hecho, por Resolución del 11 de marzo de 1902, surgiendo al noreste el pueblo que llevó el mismo nombre y que en la actualidad se denomina Agustina.